# Sacconemertopsis belogurovi
Sacconemertopsis belogurovi är en djurart som tillhör fylumet slemmaskar, och som beskrevs av Chernyshev 1991. Sacconemertopsis belogurovi ingår i släktet Sacconemertopsis och familjen Tetrastemmatidae. Inga underarter finns listade i Catalogue of Life.